# Вештица из Блера
Вештица из Блера (енгл. The Blair Witch Project) је амерички психолошки и „пронађени-снимак” хорор филм у режији Данијела Мајрика и Едуарда Санћеза. Радња филма се заснива на измишљеној причи о три студента (Хедер Донахју, Мајкл К. Вилијамс и Џошуа Леонард) који су се изгубили у шуми Блек Хилс, док су снимали документарац о урбаној легенди о вештици из Блера. Њих троје су нестали, али је њихова опрема нађена, заједно са снимком који су снимили, годину дана касније. Управо тај снимак је представљен гледаоцима.
Радња филма се одвија у шуми која се налази близу измишљеног града, данас на месту Баркитсвајла у Мериланду, а време радње је 1994. година. 

## Радња
Октобра 1994. године, студенти (Хедер Донахју, Мајкл К. Вилијамс, и Џошуа Леонард) су одлучили да направе документарац о легендарној Вештици из Блера. Путују у Буркитсвил, у Мериленду (бивши Блер), и са становницима разговарају о легенди. Мештани им кажу да је постојао Растин Пар, пустињак који је живео у шуми и који је киднаповао осморо деце 1940. године. Он би одводио децу у његов подрум у паровима и док је једно дете стајало у углу, убијао друго. Након што је доведен у полицију, Пар је почео да тврди да га је дух Ели Кедвард, жене погубљене због вештичарења у 18. веку, приморао да изврши убиства. Студенти потом интервјуишу Мери Браун, коју сви људи сматрају лудом. Она тврди да се сусрела са Вештицом из Блера лично, описујући је као длакаву полу-људску, полу-животињску звер.
Другог дана, студенти истражују шуму у северном Буркитсвилу не би ли открили још нешто у вези са легендом. Успут, они срећу два рибара, који их упозоравају да је шума уклета и да је 1888. млада девојка по имену Робин Вевер нестала, а када се вратила три дана касније, рекла је да је видела „старицу чије ноге не додирују земљу”. Ученици потом пешаче до Кофин Рока, где је пет мушкараца ритуално убијено у 19. веку, али њихова тела су касније нестала.
Пошто нису могли да се снађу на мапи шуме, Мајк је без знања његових другова, баца у реку, због чега га касније Хедер и Џошуа жестоко нападају када схвате да су се изгубили. Узалудно покушавају да нађу кола која су оставили негде у шуми, као и излаз из ње. Ноћу чују разне језиве и узнемирујуће звукове за које не знају одакле су. Иако су изгладнели и уморни, Хедер не пада на памет да остави камеру. Пар дана касније Џош мистериозно нестаје након чега Хедер и Мајк схватају да постоји нешто натприродно и да неће изаћи живи из шуме. Наредног дана Хедер проналази крвави сноп прућа везан комадом Џошове кошуље. Мајк и Хедер крећу у потрагу за Џошом. Током ноћи откривају језиву кућу усред шуме. Улазе да траже Џоша унутра заједно с упаљеном камером, где бивају мистериозно убијени.

## Улоге
| Глумац            | Улога                   |
| ----------------- | ----------------------- |
| Хедер Донахју     | имагинарна верзија себе |
| Мајкл К. Вилијамс | имагинарна верзија себе |
| Џошуа Леонард     | имагинарна верзија себе |

## Урбана легенда
Позадина приче је легенда коју су за филм написали Санћез и Мајрик. Судећи по филму, у ту легенду верују сви становници Блера, а она описује убиства и нестанке неких становника Блера, (измишљени град на месту Буркитсвил, у Мериленду) од 18. до 20. века. Становници су за ове појаве окривили дух Ели Кедвард. Она је била становник Блера, оптужена за вештичарење 1785. због чега је осуђена на смрт.

## Пријем
Иако је од критичара добила углавном негативне критике, публици широм Америке се свидео, што је довело до снимања наставка Вештица из Блера 2: Књига сенки наредне године, који је добио махом негативне критике и од стране публике. Године 2016. снимљен је и истоимени трећи део франшизе који нема никакве везе са другим делом и директно се наставља на први. 
Филмом Вештица из Блера настаје нови поджанр у хорор филму, "пронађени-снимак" хорор који читав филм представља као пронађени снимак, сниман аматерском камером. 